# Tolapai
A Tolapai egy Intel-gyártmányú, beágyazott rendszerekbe szánt egylapkás rendszer (system-on-a-chip, SoC) kódneve; ez a csip egy Pentium M architektúrájú (Dothan) processzormagot, DDR2 memóriavezérlőket, I/O vezérlőket, valamint egy QuickAssist integrált gyorsítóegységet egyesít magában – a QuickAssist a biztonsági funkciókat gyorsítja. Modelljei kb. 2008-ban kerültek a piacra.
A Tolapai beépített processzora 32 bites, x86-os architektúrájú, a processzor integrált northbridge-t és southbridge-t tartalmaz, 148 millió tranzisztorból áll, 90 nm-es csíkszélességű gyártási folyamattal készül, 1088 golyós FCBGA tokozásba szerelik, az érintkezők mérete (pitch) viszonylag nagy: 1,092 mm, a tok mérete 37,5 mm × 37,5 mm, magassága legfeljebb 4,5 mm.
Ez az Intel első integrált x86-os processzor–csipkészlet–memóriavezérlő kombinációja az 1994-es 80386EX óta.

## Jellemzői
Intel EP80579 integrált processzor, beágyazott rendszerekhez
- CPU: Pentium M, órajele 600 MHz és 1,2 GHz között lehet
- Gyorsítótár: 256 KiB
- Tokozás: 1088 golyós flip chip BGA
- Memória: DDR2, 400-tól 800 MHz-ig; az MCH (memory controller hub) támogatja a DIMM vagy korábbi memóriákat, opcionális 32/64 bites és ECC konfigurációk
- Sín: egy lokális bővítőhely az általános vezérlésre vagy perifériacsatlakozó-kiterjesztés
- PCI Express: PCIe gyökérkomplexum interfész, 1×8, 2×4 vagy 2×1 konfigurációban
- Tároló: 2 db SATA (Gen1 vagy Gen2) interfész
- Hálózatkezelés: 3× 10/100/1000 Ethernet MAC RGMII vagy RMII támogatással, és Management Data Input/Output (MDIO)
- USB: 2 db. Universal Serial Bus (1.1 or 2.0) interfész
- GPIO: 36 db. General Purpose Input/Output port
- CAN: 2 db. Controller area network 2.0b interfész
- High Speed Serial: 3 HSS port a T1/E1 vagy FXS/FXO kapcsolatoknak
- Soros port: egy szinkron soros port (synchronous serial port, SSP)
- UART: 2 db. 16550-kompatibilis UART
- SMB: 2 db. System Management Bus (SMBus) interfész
- LPC: 1 db. Low Pin Count (LPC 1.1) interfész
- SPI: 1 db. Serial Peripheral Interface Bus (SPI) boot interfész
- RTC: integrált valósidejű óra (real-time clock, RTC) támogatás
- EDMA: Enhanced DMA (EDMA) motor az alacsony latenciájú memóriatranszferhez; támogatja a többszörös peer-to-peer konfigurációkat
- Működési hőmérséklet: 0 — 70 °C (a modellek többségénél); −40 — 85 °C (néhány modellnél)

## Intel 80579 processzorok táblázata
- Az összes modell támogatja az MMX, SSE, SSE2, SSE3 utasításkészlet-bővítéseket és az XD bitet (egy NX bit megvalósítás)
- Stepping: B1

| Modellszám                                              | sSpec- szám               | Órajel- frekvencia | L2 gy.tár | FSB      | CPU szorzó | Mag- fesz. | TDP  | Foglalat  | Kibocsátás dátuma | Szám(ok) (part number)           | Ár (kezdő, amerikai dollár) |
| ------------------------------------------------------- | ------------------------- | ------------------ | --------- | -------- | ---------- | ---------- | ---- | --------- | ----------------- | -------------------------------- | --------------------------- |
| QuickAssist nélkül                                      |                           |                    |           |          |            |            |      |           |                   |                                  |                             |
| EP80579 Integrated Processor, 600 MHz                   | - SLJ6D (B1) - SLJ6F (B1) | 600 MHz            | 256 KiB   | 400 MT/s | 6×         | 1 V        | 11 W | FCBGA1088 | 2008 Q3           | - NU80579EZ600C - NU80579EZ600CT | $40–51                      |
| EP80579 Integrated Processor, 1066 MHz                  | - SLJ6C (B1)              | 1,07 GHz           | 256 KiB   | 533 MT/s | 8×         | 1,3 V      | 18 W | FCBGA1088 | 2008 Q3           | - NU80579EZ004C                  | $42                         |
| EP80579 Integrated Processor, 1200 MHz                  | - SLJ6B (B1)              | 1,2 GHz            | 256 KiB   | 533 MT/s | 9×         | 1,3 V      | 19 W | FCBGA1088 | 2008 Q3           | - NU80579EZ009C                  | $70                         |
| QuickAssist-tal                                         |                           |                    |           |          |            |            |      |           |                   |                                  |                             |
| EP80579 Integrated Processor with QuickAssist, 600 MHz  | - SLJ6A (B1)              | 600 MHz            | 256 KiB   | 400 MT/s | 6×         | 1 V        | 13 W | FCBGA1088 | 2008 Q3           | - NU80579EB600C                  | $44                         |
| EP80579 Integrated Processor with QuickAssist, 1066 MHz | - SLJ69 (B1) - SLJ6E (B1) | 1,07 GHz           | 256 KiB   | 533 MT/s | 8×         | 1,3 V      | 20 W | FCBGA1088 | 2008 Q3           | - NU80579ED004C - NU80579ED004CT | $66–102                     |
| EP80579 Integrated Processor with QuickAssist, 1200 MHz | - SLJ68 (B1)              | 1,2 GHz            | 256 KiB   | 533 MT/s | 9×         | 1,3 V      | 21 W | FCBGA1088 | 2008 Q3           | - NU80579ED009C                  | $102                        |